# Arquidiocese de Tóquio
A Arquidiocese de Tóquio (em latim: Archidioecesis Tokiensis, em japonês: カトリック東京大司教区, Katorikku Tōkyō Daishikyōku) é uma arquidiocese metropolitana da Igreja Católica situada em Tóquio, Japão. Sua sé é a Catedral Santa Maria, em Bunkyo-ku. Abrange Tóquio e Chiba, sendo a maior arquidiocese católica do Japão, com 95.115 fiéis (2014). Lidera a província eclesiástica com as dioceses sufragâneas de Niigata, Saitama, Sapporo, Sendai e Yokohama.

## História
A evangelização no Japão começou em 1549 com São Francisco Xavier, mas foi interrompida em 1587 por Toyotomi Hideyoshi, que proibiu o cristianismo, levando a martírios em Edo (Tóquio) em 1612 e 1623. Após o isolamento, missionários da Sociedade para as Missões Estrangeiras de Paris retornaram em 1858, em Nagasaki, Yokohama e Hakodate.
Em 1 de maio de 1846, o Papa Gregório XVI criou o Vicariato Apostólico do Japão. Em 22 de maio de 1876, o Papa Pio IX dividiu-o em Vicariato Apostólico do Norte (Tóquio) e do Sul (Nagasaki). Em 1877, a sede norte foi transferida de Yokohama para a Igreja de Tsukiji em Tóquio.
Em 17 de abril de 1891, o vicariato norte foi dividido, criando a Arquidiocese de Tóquio e a Diocese de Hakodate (atual Diocese de Sendai). Em 15 de junho de 1891, o Papa Leão XIII elevou Tóquio a arquidiocese metropolitana. O território foi reduzido ao longo do tempo:
- 1912: Toyama, Fukui e Ishikawa cedidos à Diocese de Niigata.
- 1922: Aichi e Gifu cedidos à Diocese de Nagoya.
- 1937: Outras áreas cedidas à Diocese de Yokohama, limitando Tóquio a Tóquio e Chiba.

Em 1937, a arquidiocese passou ao clero japonês, com Peter Tatsuo Doi como primeiro arcebispo japonês. A catedral de Sekiguchi foi destruída em 1945, e a Igreja de Kanda serviu como sé temporária até a reconstrução da Catedral Santa Maria em 1964.

## Episcopados
| #                                              | Nome                                   | Período    | Notas                             |
| Arcebispos                                     | Arcebispos                             | Arcebispos | Arcebispos                        |
| ---------------------------------------------- | -------------------------------------- | ---------- | --------------------------------- |
| 9º                                             | Tarcisius Isao Cardeal Kikuchi, S.V.D. | 2017–atual | Nomeado em 25 de outubro de 2017  |
| 8º                                             | Peter Takeo Okada                      | 2000–2017  | Faleceu em 2020                   |
| 7º                                             | Peter Seiichi Cardeal Shirayanagi      | 1970–2000  |                                   |
| 6º                                             | Peter Tatsuo Cardeal Doi               | 1937–1970  | Primeiro arcebispo japonês        |
| 5º                                             | Jean-Baptiste-Alexis Chambon, M.E.P.   | 1927–1937  | Nomeado bispo de Yokohama         |
| 4º                                             | Jean-Pierre Rey, M.E.P.                | 1912–1926  |                                   |
| 3º                                             | François Bonne, M.E.P.                 | 1910–1912  |                                   |
| 2º                                             | Pierre-Xavier Mugabure, M.E.P.         | 1906–1910  |                                   |
| 1º                                             | Pierre-Marie Osouf, M.E.P.             | 1891–1906  | Primeiro arcebispo                |
| Bispo (Vicariato Apostólico do Norte do Japão) |                                        |            |                                   |
| 1º                                             | Pierre-Marie Osouf, M.E.P.             | 1876–1891  | Elevado a arcebispo               |
| Vigários Apostólicos (Japão)                   |                                        |            |                                   |
| 3º                                             | Bernard-Thadée Petitjean, M.E.P.       | 1866–1876  |                                   |
| 2º                                             | C. Collin, M.E.P.                      | 1852–1854  | Não tomou posse                   |
| 1º                                             | Théodore-Augustin Forcade, M.E.P.      | 1846–1852  |                                   |
| Bispos Auxiliares                              |                                        |            |                                   |
| 6º                                             | Andrea Lembo, P.I.M.E.                 | 2023–atual | Nomeado em 16 de setembro de 2023 |
| 5º                                             | James Kazuo Koda                       | 2004–2018  |                                   |
| 4º                                             | Paul Kazuhiro Mori                     | 1984–2000  |                                   |
| 3º                                             | Stephen Fumio Hamao                    | 1970–1979  | Nomeado bispo de Yokohama         |
| 2º                                             | Peter Seiichi Shirayanagi              | 1966–1969  | Elevado a arcebispo coadjutor     |
| 1º                                             | Joseph-Marie Laucaigne, M.E.P.         | 1873–1876  | Nomeado bispo de Nagasaki         |

## Situação Atual
Dados de 31 de dezembro de 2014:
- População católica: 95.115 (0,489% da população)
- Total de fiéis: 97.005 (incluindo clérigos, religiosos e seminaristas)
- Paróquias: 76
- Quase-paróquias: 3
- Locais de culto: 1
- Clérigos: 76 sacerdotes

Desde 2003, as paróquias são organizadas em unidades pastorais de cooperação (宣教協力体), com grupos de 3 a 4 igrejas colaborando em atividades missionárias.

## Paróquias
As paróquias estão organizadas em unidades pastorais:
- Chiba Nordeste
  - Igreja de Narashino
  - Igreja de Narita
  - Igreja de Sawara
  - Igreja de Choshi
- Chiba Central
  - Igreja de Nishi-Chiba
  - Igreja de Chibadera
  - Igreja de Togane
  - Igreja de Mobara
- Awa e Kazusa
  - Igreja de Kamogawa
  - Igreja de Kisarazu
  - Igreja de Tateyama
  - Igreja de Goi
- Higashi-Katsushika
  - Igreja de Toyoshiki
  - Igreja de Matsudo
  - Igreja de Kameari
- Keiyo
  - Igreja de Ichikawa
  - Igreja de Kasai
  - Igreja de Koiwa
  - Igreja de Shiomi
- Arakawa e Adachi
  - Igreja de Adachi
  - Igreja de Umeda
  - Igreja de Machiya
  - Igreja de Mikawashima
- Shitamachi
  - Igreja de Asakusa
  - Igreja de Ueno
  - Igreja de Honjo
- Kita e Bunkyo
  - Igreja de Akabane
  - Igreja de Sekiguchi
  - Igreja de Hongo
  - Igreja Coreana
- Chuo e Chiyoda
  - Igreja de Kojimachi
  - Igreja de Kanda
  - Igreja de Tsukiji
  - Igreja de Oshima
- Minato e Shinagawa
  - Igreja de Azabu
  - Igreja de Takanawa
  - Igreja de Meguro
  - Igreja de Roppongi
- Ota
  - Igreja de Omori
  - Igreja de Kamata
  - Igreja de Senzoku
- Setagaya Norte
  - Igreja de Akatsutsumi
  - Igreja de Setagaya
  - Igreja de Hatsudai
  - Igreja de Matsubara
- Tamagawa-dori
  - Igreja de Sangenjaya
  - Igreja de Shibuya
  - Igreja de Seta
- Setagaya Sul
  - Igreja de Uenoge
  - Igreja de Denenchofu
  - Igreja de Bunkyo
- Hodutama Norte
  - Igreja de Itabashi
  - Igreja de Kitamachi
  - Igreja de Shimura
  - Igreja de Toshima
- Hodutama Sul
  - Igreja de Shimoiigusa
  - Igreja de Sekimachi
  - Igreja de Tokuta
- Musashino Norte
  - Igreja de Akitsu
  - Igreja de Kiyose
  - Igreja de Codex
- Musashino Sul
  - Igreja de Ogikubo
  - Igreja de Kichijoji
  - Igreja de Koenji
- Tama Leste
  - Igreja de Tama
  - Igreja de Chofu
  - Igreja de Fuchu
- Tama Sul
  - Igreja de Seijo
  - Igreja de Machida
- Tama Norte
  - Igreja de Akiruno
  - Igreja de Ome
  - Igreja de Koganei
  - Igreja de Tachikawa
- Tama Oeste
  - Igreja de Takahata
  - Igreja de Toyota
  - Igreja de Hachioji
  - Igreja de Izumimachi

## Acesso
- Linha Yurakucho, estação Gokokuji: 10 minutos a pé
- Linha Yurakucho, estação Edogawabashi: 15 minutos a pé